# Раймунд III (граф Триполі)
Раймунд III (*Raymond III de Tripoli, бл.1140 — 1187) — граф Триполі у 1152—1187 роках.

## Життєпис

### Перше регентство
Походив з династії Раймундидів. Син Раймунда II, графа Триполі, та Год'єрни (доньки Балдуїна II, короля Єрусалиму). Народився близько 1140 року. У 1152 році його батька було вбито ассасінами. Раймунд став новим графом Триполі, але через малий вік регентство було передано його матері. Малого графа Триполі відправили до Єрусалиму.

### Правління
У 1155 році повернувся до Триполі, де перейняв владу. Загалом він продовжував політику батька, спираючись на госпітальєрів та тамплієрів як захисників кордонів графства. 1157 році Раймунд III рушив на допомогу Балдуїну III, королю Єрусалиму, який опинився в складній ситуації в Шатель-Нофі. Спільно з єрусалимським та антіохійським військом граф Триполі зумів змусити атабека Нур ад-Діна зняти облогу з Баніасу. Втім становище Раймунда III суттєво погіршилося внаслідок землетрусу в серпні 1157 року, який зруйнував Триполі, Арку і Крак де Шевальє. Але граф Триполі разом з королем Єрусалиму та князем Антіохії вирішив продовжити боротьбу з Нур ад-Діном, скориставшись прибуттям з військом Тьєрі Ельзаського. Але спроби захопити Шастель-Руж і Шайзар виявилися невдалими. Лише у 1158 році вдалося захопити фортецю Гаренц. Після цього війна з мусульманами завершилася.
1159 році почалися перемовини про шлюб сестри графа Триполі — Мелісенди — з візантійським імпреатором Мануїлом I. Домовленість було досягнуто, для урочистостей Раймунд III збудував флот, але імператор через сумніви в легітимності Мелісенди відмовився від цього шлюбу, уклавши договір з Марією Антіохійською. У відповідь Раймунд III атакував та пограбував узбережжя Кіпру, що належав Візантії. Водночас граф відмовився визнати сюзеренітет короля Єрусалиму.
У 1162 році Раймунда III підозрювали в отруєнні короля Балдуїна III. Влітку 1164 року Нур ад-Дін, атабек Мосула, Алеппо і Дамаску, атакував Гаренц, але у битві біля Букаї Раймунд III спільно з графами Боемундом III Антіохійським, Жосленом III Едесським, Гі VIII де Лузіньяном зазнав поракзи й потрапив у полон до мусульман.

### Друге регентство
На час його полону новим регентом став Аморі I, король Єрусалиму. Проте останній не мав можливостей для захисту земель Триполійського графства. Нур ад-Дін захопив фортецю Аль-Мунайтіра в 1165 або 1166 році і знищив замки тамплієрів у Халба, Араїма і Сафіта влітку 1167 року.
Раймунд III в полоні перебував від 8 до 12 років. В будь-якому разі звільнився до 1174 року. Був вимушений погодитися сплатити викуп. За різними відомостями він склав від 80 до 150 тис. динарів. Раймунд III змін сплатити лише 20 тис. динарів, для гарантування виплати надав заручників.

### Продовження володарювання
У 1174 році оженився з Ешивою де Буре, удовою князя Галлілеї, приєднавши ці землі до своїх. Того ж року помер король Аморі I, і оскільки його син Балдуїн IV страждав на проказу, то Раймунд III висунув претензії на регентство. На бік графа Триполі перейшло вище духівництво Єрусалимського королівство, сенешаль Гамфрі II де Торон, сеньйор Рейнальде де Сидон з Ібелінського дому. Після двох днів суперечок Раймунд Триполійський став регентом королівства Єрусалиму.
Як регент зібрав значні війська, займаючись спогляданням за війною між Салах ад-Діном і Зенгідами в Сирії. До Раймунда III звернулися мешканці Хомсу і Алеппо, які опинилися в облозі військ Салах ад-Діна. Натомість Граф Триполі вимагав попередньо віддати йому заручників, які він передав як гарантію сплати свого викупу. В результаті Салах ад-Дін домовився передати заручників Раймунду III в обмін на невтручання у боротьбу з Зенгідами. 1176 року Балдуїн IV перебрав владу в королівстві, а Раймунд III повернувся до свого графства.
У 1177 році спільно з Боемундом III, князем Антіохії, та новоприбулими хрестоносцями на чолі із Філіппом I, графом Фландрії, атакували спочатку Хаму, а потім Гаренцу, але не змогли досягти успіху. У 1178 році граф Триполі здійснив напад на сирійські землі, де захопив здобич у кочових турок (туркмен).
У 1179 році Раймунд Триполійський стикнувся з нападом султана Салах ад-Діна, завдавши поразки кочовому загону на річці Літані. Втім у битві біля Мардж-Аюні з основними силами на чолі із Салах ад-Діном війська графств Триполі і королівства Єрусалимського зазнали цілковитої поразки.
У 1180 році спільно з Боемундом III, князем Антіохії, рушив до Єрусалиму, намагаючись змусити короля Балдуїна IV влаштувати шлюб його сестри Сибілли з Балдуїном Ібелінським. Але король влаштував шлюб з Гі де Лузіньяном. Того ж року Раймунд III уклав перемир'я з Салах ад-Діном. Граф Триполі скористався ним для зміцнення кордонів своєї держави. У 1182 році бойові дії з мусульманами відновилися, але вони мали характер обопільних рейдів на ворожу територію. У 1183 році Раймунд III очолив королівське військо, яке рушило на допомогу замку Крак де Шатільйон. Салах ад-Дін змушений був відступити.
У 1185 році після смерті короля Балдуїна IV граф Триполі стає регентом при малолітньому Балдуїні V. Раймунд III уклав перемир'я з Салах ад-Діном на 4 роки. У 1186 році помирає Балдуїн V, після чого починається боротьба за владу в Єрусалимському королівстві. Зрештою Сибіла, мати Балдуїна V, стала королевою, а потім оголосила королем свого чоловіка Гі де Лузіньяна. Останній атакував Галлілею, яка належала Раймунду III. Той в свою чергу звернувся до Салах ад-Діна, який змусив Лузіньяна відступити.
У 1187 році Салах ад-Дін вдерся до Галлілеї, де в Тиберії взяв в облогу дружину Раймунда III. Останній відновив союз з королівством Єрусалимським. Він пропонував Гі де Лузьяну дочекатися підкріплення з боку Антіохійського князівства, розраховуючи, що Тиберія може витримати довгу облогу, граф Триполі пропонував не вступати у відкритий бік з мусульманами. Втім більшість баронів були про цього. Зрештою у битві при Хаттині війська на чолі із Гі де Лузьяном зазнали поразки. Раймунд Триполійський зумів вирватися з оточення та відступити до Тиру. Невдовзі було втрачено Тиберію і Бейрут. Раймунд III перебрався до Триполі, оскільки вважав не можливим захист Тиру. Тут він призначив спадкоємцем сина Боемунда III Антіохійського — Раймунда IV.
Помер у вересні або жовтні 1187 року.